# 爆発限界
爆発限界（ばくはつげんかい、英: Explosion Limit）とは、可燃性の蒸気やガス（可燃性ガス）が空気と混合して爆発を起こす濃度範囲。爆発範囲ともいう。
なお、爆発限界や爆発範囲とは別に、燃焼限界 (Flammability limit) や燃焼範囲、可燃性限界 (inflammability limit) という用語もあり、爆発限界と燃焼限界は現象としては区別できるものの、厳密には区別することは困難とされており慣用的にはこれらは同義語として扱われている。

## 定義
可燃性の蒸気やガス（可燃性ガス）が空気と混合して爆発を起こす場合、種類ごとに一定の濃度の範囲内で爆発しうるが、その最低濃度を爆発下限、その最高濃度を爆発上限という。爆発下限が低い物質は爆発を生じる危険性が高い。
通常は1気圧の常温の値をいうが、測定値は着火源、容器の形状、温度、圧力などに応じて変化する。
なお、可燃性混合気の気体中を火炎が伝わる速度を燃焼速度（火炎伝播速度）という。爆発限界と燃焼限界の関係に関しては、爆発は化学反応としては燃焼であるが、火炎が空間を伝播するという形態をとらず、一定の濃度の可燃性ガスのある全空間で同時的に起こる現象であり違った側面があると指摘されている。